# ایوان واسیلیویچ آرگاماکوف

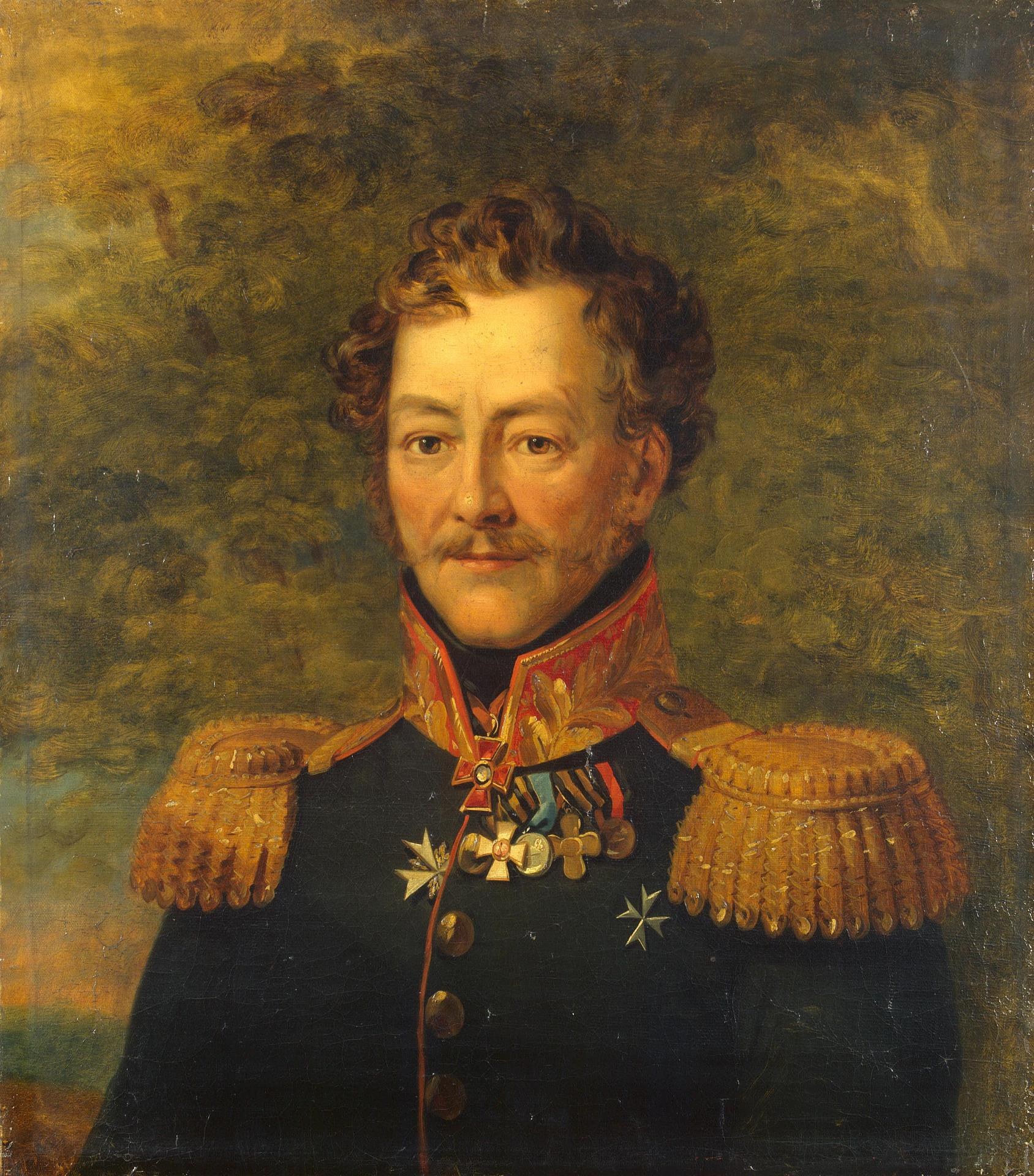
پرتره آرگاماکوف توسط جورج داو (گالری نظامی کاخ زمستانی)

ایوان واسیلیویچ آرگاماکوف (به روسی: Иван Васильевич Аргамаков؛ ۱۷۶۳ - ۱۸۳۴) فرمانده ارتش امپراتوری روسیه در طول جنگ های ناپلئون بود. آخرین درجه او ژنرال بود که در سال ۱۸۱۵ به آن ارتقا یافت.

## لینک های خارجی
- "Якнбюпэ Псяяйху Цемепюкнб". Museum.ru. Archived from the original on 2016-04-22. Retrieved 2016-04-16.
- "Указатель имен на букву А". Hrono.ru. Retrieved 2016-04-16.